# ایوان (ایلام)
ایوان (به کردی: ئه‌یوان) یک شهر کردنشین و مرکز شهرستان ایوان و دومین شهرستان پرجمعیت و شمالی‌ترین شهرستان استان ایلام می‌باشد.
شهر ایوان با ارتفاع ۱۲۰۰ متر، در ۳۵ کیلومتری شمال غربی شهر ایلام، سر راه کرمانشاه و قصر شیرین به ایلام، قرار دارد. این شهر به وسعت تقریبی ۳۷۳ هکتار در ۳۳ درجه و ۵۰ دقیقه عرض شمالی و ۴۶ درجه و ۲۰ دقیقه طول جغرافیایی واقع شده است.
ایوان یکی از مراکز اصلی ایل کلهر است و مردم آن به کردی کلهری صحبت می‌کنند. در این شهر اقلیت بسیار کوچکی از مردم جاف از مناطق غربی کرمانشاه هم زندگی می‌کنند که به کردی جافی صحبت می‌کنند. طبق آخرین سرشماری جمعیت این شهر سرد سیری حدود ۷۳ هزار نفر تخمین زده شده است.

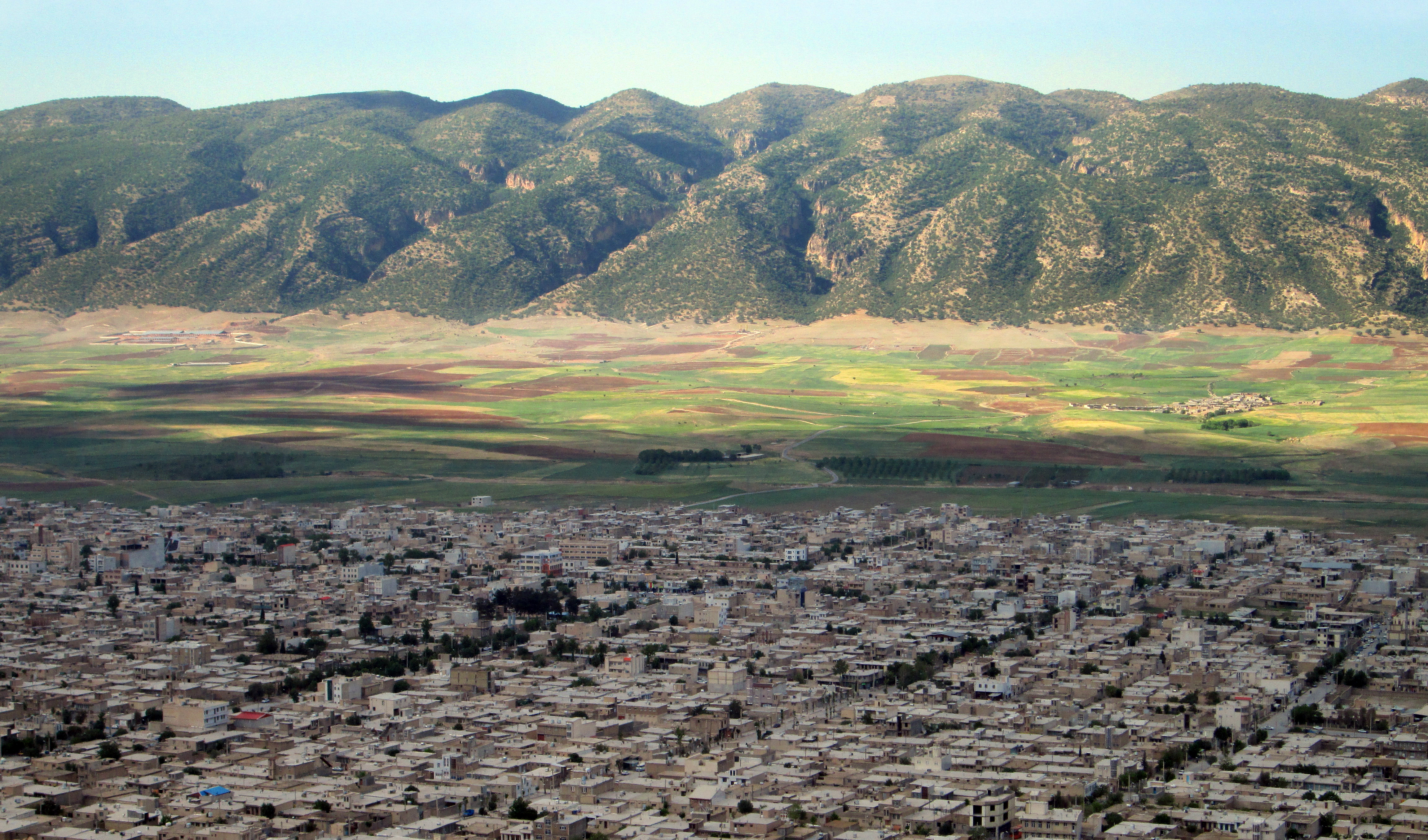
نمایی از شهرستان ایوان در شمال استان ایلام

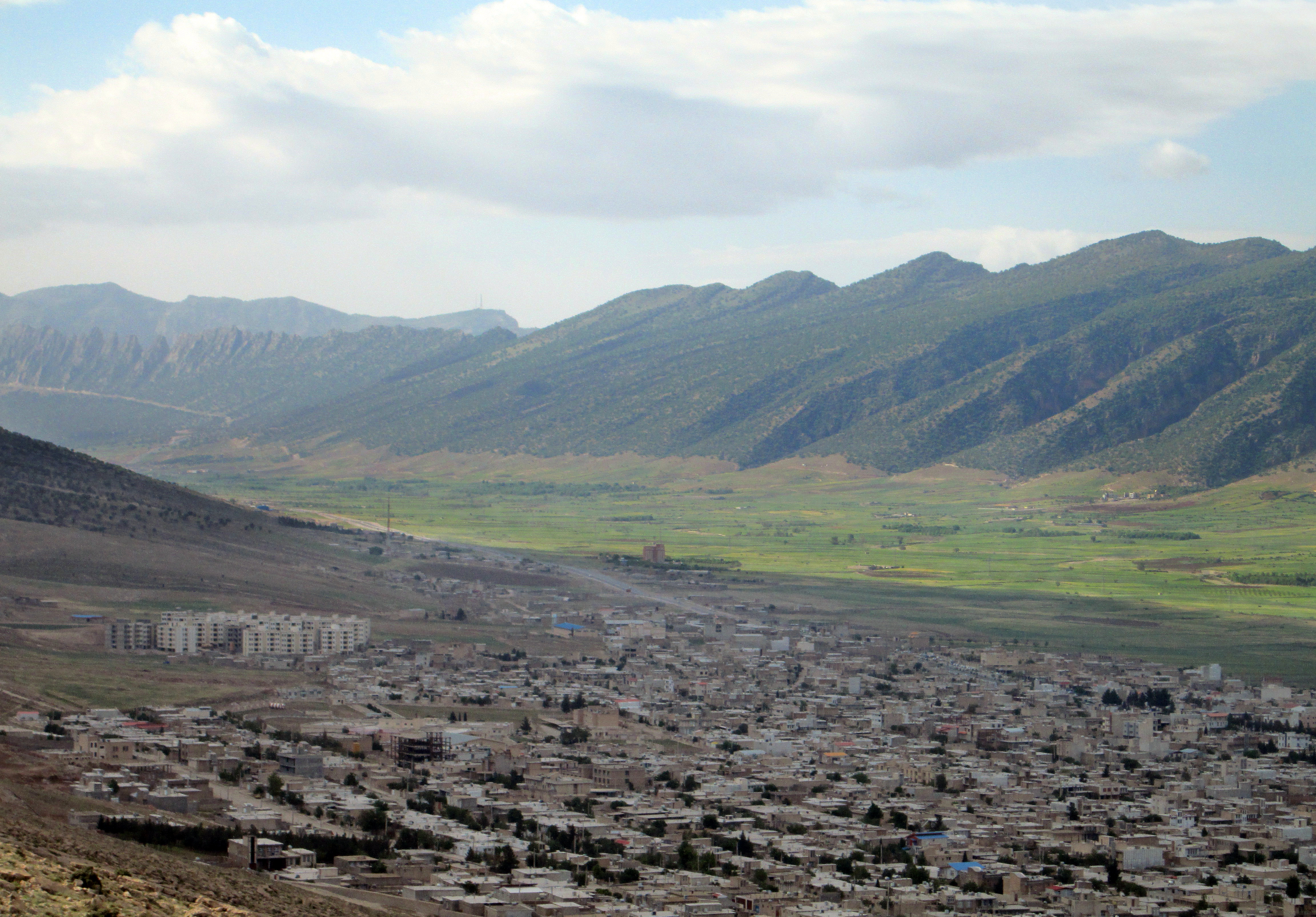
نمایی از شهرستان ایوان در شمال استان ایلام و منطقه رنو

## وضع طبیعی
این شهر در ۱۳۵ کیلومتری کرمانشاه و ۳۵ کیلومتری ایلام قرار دارد.
ایوان در کنار جنگلهای زاگرس میان دو کوه بانکول و شیرازول و قلهٔ مانشت قرار دارد. درختان بلوط به تنهایی ۹۰ درصد از پوشش جنگلی منطقه را تشکیل داده است، ۶ درصد پوشش مربوط به درخت بنه بوده و ۴ درصد باقی‌مانده را زالزالک، پسته وحشی، انجیر، گیلاس وحشی و سایر گونه‌ها تشکیل می‌دهند.

### آب و هوا
این شهر دارای آب و هوایی معتدل است. بیشترین بارش سالانه این شهرستان حدود ۱۴۰۰میلی‌متر و در سال ۹۷ می‌باشد و در میان شهرستانهای استان ایلام، بیشترین مقدار میانگین بارش سالانه رو در اختیار دارد.

### گیاهان دارویی
در ارتفاعات و دشتهای ایوان، انواعی از گیاهان با خواص دارویی شناخته شده می‌رویند که می‌توان به این موارد اشاره کرد: گۆله چه‌رمێ (بابونه)، گل گاوزبان، کاسنی، به‌ڕه‌زا (آویشن)، گایه‌مه (گل ماهور)، علف مار، مورت، اسپرس، سوسنبر، گۆله تیون (شقایق)، کهورک

### گیاهان خوراکی
که‌نگر (کنگر)، خارچگ (قارچ)، تووڵیه (پنیرک)، پاقازه (غازیاغی)، سه‌ڵمانه (سلمه تره)، پیوشگ (زعفران وحشی)، شنگ، کیوز (علف چشمه)، وه‌نگی (گنور)، چه‌ورگی (خردل)، هه‌پوولک (شیر مرغ)، هه‌ڵه‌ڕه‌زگی (تاجریزی)، دگانتێژکه‌ره (خرفه)، چه‌و بازه (گاو چاق کن)، گاپه‌نام (گول تودری)، گێڵاخه (تره کوهی).

### گیاهان معطر ادویه‌ای
- هه‌زوه (آویشن)، ئالت کیوه (فلفلک وحشی)، چه‌ویر
- گیاهان با موارد استفاده صنعتی
- شیرین‌بیان

علاوه بر درختان جنگلی مانند بلوط، گیوج، وه‌ن و قره قاج که به صورت خودرو می‌رویند، در منطقه ایوان انواع و اقسام درختان مثمر و غیر مثمر که با آب و هوای منطقه سازگاری دارند کاشته می‌شوند. مهم‌ترین این درختان عبارتند از: توت، گردو، انار، مو، زردآلو، زیتون، انجیر، ارغوان و از درختان غیر مثمر می‌توان چنار، بید، کاج، سرو، صنوبر و درختچه‌های خودرو خرزهره، کرف، مورت و تمشک را نام برد.

### حیوانات وحشی
کوه‌های این منطقه زیستگاه حیواناتی چون خرس قهوه‌ای، کل، گوزن زرد ایرانی، بزکوهی، گربه کاراکال، پلنگ ایرانی، گرگ، گربه وحشی، گربه جنگلی، روباه، شغال، گراز و بسیاری از گونه‌های نادر پرندگان و خزندگان است. متأسفانه هر ساله شاهد شکار غیرقانونی بسیاری از حیوانات نادر این منطقه چون پلنگ ایرانی هستیم که سویه‌های انقراض را در این گونه‌های بسیار کمیاب شدت بخشیده است. مجازات‌های صورت گرفته در مقابل این چنین شکارهای غیرقانونی نتوانسته تاکنون بازدارنده باشد.

## وجه تسمیه
گ.ب. آکوپف کردشناس و ایران‌شناس اهل ارمنستان شوروی در مقالهٔ کردان گوران، نام ایوان را به دورهٔ سومر مربوط دانسته و آن را نامی ریشه‌دار و کهن می‌داند.
از نظر لغوی ایوان دارای معانی گوناگونی است مانند:صفه و طاق -خانه پیش گشاده-درگاه-طاق بلند و نشستن گاه پادشاهان می‌باشد.

## تاریخچه
ایوان یکی از مناطق قدیمی ایران است. وجود غارهای بزرگ که به احتمال زیاد، زمانی جایگاه انسان‌های غارنشین بوده است محل سکونت انسان‌های زیادی در طول تاریخ بوده است و از زمان‌های باستان تا به حال به اسامی مختلفی مشهور بوده است.
هنری راولینسون در سفرنامه خود در مورد ایوان چنین می‌نویسد:
«چنین به نظر می‌رسد که جلگه آریوخ (Arioch) قدیمی‌ترین نام برای منطقه ایوان بوده … تا قبل از سده سیزدهم میلادی اینجا به نام آریوحان (Ariyúhán) شهرت داشته است. و … بنیامین تودلایی از این منطقه به عنوان آرین (Aarian) یاد می‌کند … به نظر می‌رسد پیش از حمله اسکندر مقدونی نام آریوخ به سبد Sabad که جمع آن سبدان Sabadán است تغییر نموده است که با پیشوند ماه و به صورت ماه‌سبد یا ماسبدان درآمده است».
این منطقه در زمان تسلط اردشیر بابکان، اولین پادشاه ساسانی، یکی از مناطق ماه سبدان بوده که هنگام تسلط مسلمانان، اعراب دو کلمه ماه و سبدان را با هم ترکیب نموده و حرف «د» را به «ذ» تبدیل نموده و آن را ماسبذان نامیدند.
ابودلف در سفرنامه خود می‌نویسد:
«از طرز به سوی راست به ماسبذان و مهرجان قذق می‌روند که شامل شهرهای متعدد ازجمله آریوحان است. این شهر، در دشتی میان کوه‌های پر از درخت واقع است و آب آن به «بندنیجین» که نام شهر امروزی مندلی در کشور عراق است، می‌ریزد». تنها رودخانه‌ای که آب آن به مندلی می‌ریزد آب رودخانه گنگیر است که از ایوان سرچشمه می‌گیرد.
پس طبق نظر ابودلف این منطقه آریوجان نام داشته است.
هنگام ورود رضا خان به ایوان نام جوی زر را برای مرکز شهر انتخاب کرد و بعد به نام باغ شاه معروف گردید. آنگاه دوباره لفظ ایوان بر مرکز شهر اطلاق گردید که الآن به همین نام شناخته می‌شود.

## مردم‌شناسی

### جمعیت
از نظر جمعیت شهرستان ایوان دارای ۱۰۵٬۵۴۱ سال ۲۰۱۶ ۱۵۰۶۵خانوار می‌باشد که از این تعداد ۷۳٬۳۹۲ نفر ساکن شهر و ۳۲٬۱۴۹نفر ساکن روستا هستند. همچنین بعد خانوار شهرستان ۷۶/۴نفر می‌باشد و تراکم خالص جمعیتی آن ۶/۲۱۴نفر در هکتار می‌باشدنسبت جنسی برابر با ۱۰۲نفر به عبارتی در مقابل هر ۱۰۰زن ۱۰۲نفر مرد وجود داشته است؛ و نسبت سنی جمعیت از ۰تا ۶۵سال و بیشتر آن در نقاط شهری۳۰۸۰۹ و در نقاط روستایی ۱۸۵۹۱نفر می‌باشد و بیشترین گروه سنی بین ۶۴–۱۵سال قرار دارد.

### زبان
شهر ایوان یکی از شهرهای کردنشین است، این شهر به همراه گیلانغرب و اسلام‌آباد غرب از مراکز اصلی ایل کلهر است. زبان مردم این شهر کردی کلهری و اقلیتی از مهاجران کرمانشاه کردی جافی است. وجه تمایز کردی کلهری که در این مناطق صحبت می‌شود را در مقایسهٔ با گویش‌های دیگر کردی جنوبی که در سایر مناطق کرمانشاه یا ایلام صحبت می‌شود را می‌توان به وضوح دید. زبان مردم ایل کلهر باتوجه به کوچ نشین بودن این ایل و جایگاه آن به عنوان بزرگ‌ترین ایل کورد در ایران با گذشت سال‌ها در تمام مناطق کوردستان جنوبی ایران و استان دیاله عراق پراکنده و با لهجه‌های محلی آمیخته شد. ولی منطقه‌ای که خاستگاه این زبان بود و همچنان در آنجا این گویش از زبان کردی به صورت دست نخورده تری تکلم می‌شود همین منطقهٔ ذکر شده است. شهرستان ایوان تنها شهرستان کلهرنشین است که در تقسیمات کشوری و سیاسی بخشی از ایلام است، بقیهٔ مناطق کلهرنشین همگی در درون مرزهای استان کرمانشاه قرار دارند. از ادبای ایوان باید به خان منصور شاعر کورد کلهر اشاره کرد که دیوانی از او به همراه شاکه شاعر دوست و هم سرایش باقی مانده است.
استاد محیی‌الدین صالحی در کتاب سرود بادیه تولد خان‌منصور را ۱۱۰۵ هجری قمری ثبت نموده است. وی پسر میرمیدان پسر منصورخان اول پسر محمدجعفر گپو (دو پسر به نام‌های منصورخان و شهبازخان داشته است؛ منصوربیگ یا شهباز بیگ) که نویسنده شرفنامه هم به این اسامی (منصورخان و شهبازخان) اشاره نموده است. محمدجعفر گپو پسر محمدحسن‌خان پسر اسدخان می‌باشد که بعدها ایل و طایفهٔ «مه‌سۊری کلهر» را به خود اختصاص داده‌اند و از نژادگان ایل دلیر و شهیر کلهر و حاکم منطقهٔ ایوان در اواخر دوران صفویه و حکومت نادرشاه بوده است.
| ئمڕوو دو حوور دیم، ئمڕوو دو حوور دیم |  | وه دیده‌ت قه‌سه‌م ئمڕوو دو حوور دیم |
| دو باز شه‌ش‌دانگ، دو قورس نوور دیم     |  | زوڵه‌یخا سفه‌ت شیرین ده‌ستوور دیم   |
| دو شه‌مس، دو قه‌مه‌ر، دو قورس نوور دیم  |  | به‌رزی باڵاگهٔ له‌یلم له دوور دیم   |
| سان سه‌ربه‌رز کورده‌ماڵان دیم           |  | زڕهٔ بان زوڵفی سووسه‌ن‌خاڵان دیم    |
| ڕمهٔ مه‌شکه‌ژه‌ن، قۊلهٔ خرووس دیم         |  | چیت سۊه‌ی‌مهٔ تازه عرووس دیم        |
| زوڵه‌یخا مه‌سان عشق وه‌رین دیم          |  | شرین سفه‌تان خاڵ خاڵ چین دیم      |

کتاب «شنهٔ وای شه‌ماڵ» (بررسی همه سویهٔ دیوان شاکه و خان‌منصور به همراه ترجمه فارسی آن) توسط «علیرضا خانی» شاعر، محقق و پژوهشگر ایوانی با همکاری بهناز دلشاد منتشر شده است.

## مراکز زیارتی
مراکز زیارتی این شهرستان مقبره امام زاده سید عبدالله و مقبره حاجی حاضر می‌باشد.

## جاذبه‌های گردشگری

منطقه رنو

در این شهر تپه‌های باستانی مربوط به دوره ساسانی، قبرستان هلوچ، طاق شیرین و فرهاد، آتشکده سیاهگل و … در این شهر واقع است.

### آتشکده سیاهگل
این بنای تاریخی دارای ایوانی مربع شکل به اندازه ۵x۵ متر و ارتفاع به‌طور حدودی ۱۰ متر می‌باشد. قطر دیوارهایش یک متر، دارای آتشدان و در قسمت فوقانی، سوراخ‌هایی وجود دارد که شاید برای خروج دود حاصل از سوخت باشد. اطراف این بنا به وسیله حیاطی محصور بوده ولی اکنون به علت عوامل طبیعی و غیرطبیعی تخریب شده است. این بنا از سنگ و ساروج و گچ ساخته شده است و نوع معماری آن مربوط به دوره ساسانی است.
آتشکده در ساحل جنوبی رودخانه «گه‌نگیر» و با فاصله به‌طور تقریبی ۷۰۰ متر از آن قرار گرفته است و در داخل دشتی کوچک قرار دارد که به احتمال زیاد در اطراف این آتشکده، منازل مسکونی زیادی وجود داشته است. زمین‌های حاصلخیز و آبرفتی اطراف آتشکده به احتمال زیاد وقف آن بوده است.
این آتشکده دارای چهار دروازه به طرف چهار جهت اصلی می‌باشد و همانند آتشکده دوره ساسانی در شهرستان قصر شیرین است.
در مقابل آتشکده ذکرشده و در داخل رودخانه «گه نگیر»، سنگ بلندی وجود دارد که ارتفاع آن حدود ۱۲ متر و قطرش ۶ متر می‌باشد که بسیار دیدنی است. سنگ دیگری با ارتفاع کمتر در شرق آن واقع شده که در اثر عوامل فرسایش کج شده است. منبع: (ایلام از آغاز تا سقوط قاجاریه دکتر مرتضی اکبری)

### طاق شیرین و فرهاد
بنای طاق شیرین و فرهاد مربوط به دوره ساسانیان می‌باشد که در منطقه تنگ کوشک روستای چهل زرعی، از توابع بخش زرنه شهرستان ایوان قرار دارد. این بنا از نوع طاق‌های سنگی است که اولین بار در سال هزار و سیصد و هفتاد و نه شمسی طی برنامه‌ای پژوهشی و مرمتی از زیر خاک به بیرون آمد و آشکار شد. اساس این بنا را طاقی سنگی با پلانی مربع شکل تشکیل می‌دهد که به‌دلیل وجود یک اتاقک نیمه زیرزمینی در آن، به نام طاق خوانده می‌شود. این بنا بطورکل از سنگ‌های حجیم تراش خورده تشکیل شده که به صورت خشکه چین و بدون ملاط و به صورت رج به رج بر روی هم قرار گرفته‌اند. تغییر حالت پشت بام طاق از هلالی به حالت مسطح و یکنواخت، مهم‌ترین تفاوت این بنا با طاق‌های دیگر است که شیوه معماری آن را بی نظیر و فوق‌العاده کرده است. سکونت در شهر ایوان از قدمت زیادی برخوردار است. بر اساس اسناد تاریخی، شهرستان ایوان قبل از اسلام تحت عنوان اریومان یا ماسبندان شهرت داشته و آثار تاریخی فراوانی داشته است که همگی گویای قدمت آن می‌باشد.

### منطقه رنو
منطقه رنو، منطقه‌ای است میان شهرستان ایلام و شهرستان ایوان که جاذبه‌های طبیعی و مکان‌های تفریحی بسیاری دارد.

### روستایخوران
از دیگر مناطق دیدنی و زیبای شهرستان ایوان روستای خوش آب و هوای خوران با طبیعتی سر سبز و زیبا است که در هفت کیلومتری شهر ایوان قرار دارد و از نظر جاذبه‌های گردشگری بخصوص در فصول بهار و تابستان به‌دلیل طبیعت سرسبزش، همواره پذیرایی مسافران و گردشگران زیادی از مناطق مختلف استان ایلام و سایر استان‌های کشور است.
این منطقه تفریحی در جنوب غربی ایوان و در دامنه‌های کوه‌های شره زول قرار دارد و به لحاظ دارا بودن تنوع و پوشش گیاهی و داشتن باغ‌ها و شالیزارها، منظره‌ای زیبا پیش روی گردشگران طبیعت قرار داده که چشم هر بیننده‌ای را به خود خیره می‌کند.
چشمه‌های بیرون آمده از دل کوه، پارک‌های طبیعی، باغ‌های میوه و وجود انواع درختان میوه وحشی مثل تمشک در اطراف این روستای سرسبز باعث شده مقصد گردشگری بسیاری از مسافران نوروزی باشد. از دیگر زیبایی‌های جذاب و دیدنی این روستا اسکان پرندگان مهاجر ازجمله لک لک‌های زیبا است که بر روی درختان بلند روستا لانه کرده‌اند.

### دانیوک
دره‌ای زیبا و کوهستانی این دره یکی از دره‌های بسیار زیبا و بزرگ رشته کوه شره زول است که در ۱۵ کیلومتری جنوب غربی شهر ایوان قرار گرفته است.
این دره با داشتن طبیعت پوشیده از جنگل و چشمه آب بزرگی که در آن جاری است مرکز بسیار زیبای تفریحی منطقه است و از طرف جاده روستای بلیین می‌توان به این دره زیبا دست یافت.

### آبشار هفت قلوی پلیه
یکی دیگر از جاذبه‌های طبیعی ایوان، آبشارهای هفت قلوی پلیه است. آبشارهای هفتگانه پلیه با ۲۵ متر عرض و هفت تا ۹ شیار ریزشگاه آب که تنها جلوه‌ای کوچک از زیبایی خاص این دیار است منطقه‌ای بکر و کمتر شناخته شده است که حتی بیشتر مردم استان ایلام هم از وجود این شاهکار طبیعی بی‌خبر و ناآگاه هستند. این آبشارهای هفت قلو که از جاذبه طبیعی شهرستان ایوان شمرده می‌شود با احداث زیرساخت‌های مورد نیاز گردشگران و مسافران از سوی مسوولان ذیربط یا بخش خصوصی به‌قطع در آینده به یکی از قطب‌های گردشگری این شهرستان تبدیل می‌شوند.

### تنگه، کوشک
از دیگر مناطق هدف گردشگری این شهرستان تنگه کوشک می‌باشد که گرم معتدل است به گونه‌ای که در تابستانها خنک و در زمستان‌ها گرم است این منطقه بسیار زیبا است از طیق این منطقه شهرستان ایوان به شهرستان سومار در استان کرمانشاه متصل می‌گردد این تنگه خود در دوران دفاع مقدس خود یکی از محل‌های رشادت و مقاومت در برابر ارتش بعث بوده است

### ناودار
نام منطقه‌ای زیبا در ایوان است. ناودار در معنای تحت لفظی به معنای بین درختان و در مفهوم به معنای جای پر درخت است
این منطقه نیز هوای گرم معتدلی دارد و شهرستان ایوان را به شهرستان گیلانغرب و سومار در استان کرمانشاه وصل می‌کند این منطقه دارای طبیعت بسیار زیبایی است.

## اقتصاد
اقتصاد ایوان مبتنی بر کشاورزی و دامداری است. آب کشاورزی از رودها و چاه‌های عمیق فراهم می‌شود و محصولات کشاورزی آن عبارتند از: گندم، جو، تره بار، ذرت، سیب‌زمینی، گلابی، انار، انگور، هلو و زردآلو. دام داری نیز هم چون کشاورزی از رونق خاصی برخوردار است و محصولات آن (فراورده‌های دامی) به سایر شهرستان‌ها صادر می‌شود.

## صنایع دستی
از مهم‌ترین صنایع دستی درشهرستان ایوان غرب می‌توان به بافت جاجیم، گلیم و گلیم نقش برجسته، فرش کرک و ابریشم، سیاه چادر، نمد مالی و… اشاره کرد. در این شهرستان موج بافی نیز رواج بسیاری دارد که از آن برای زیبایی منازل و رخت خواب پیچ و… استفاده می‌کنند و بیش تر توسط مردان بافته می‌شود و مواد مصرفی آن از پشم یا کاموااست.

## پوشش
پوشش مردم این شهرستان مانند سایر مناطق کوردنشین، شامل شلوار کردی (شوال کردی یا جافی) برای مردان است. در سال‌های اخیر تمایل به استفاده از پوشش کواپاتول در بین جوانان رواج بسیاری دارد. در روستاها در بین زنان لباس‌های کردی زنانه همیشه رواج داشته و در بین جوانان به‌طورمعمول در جشن و سرورها مورد استفاده بیشتر قرار می‌گیرد.

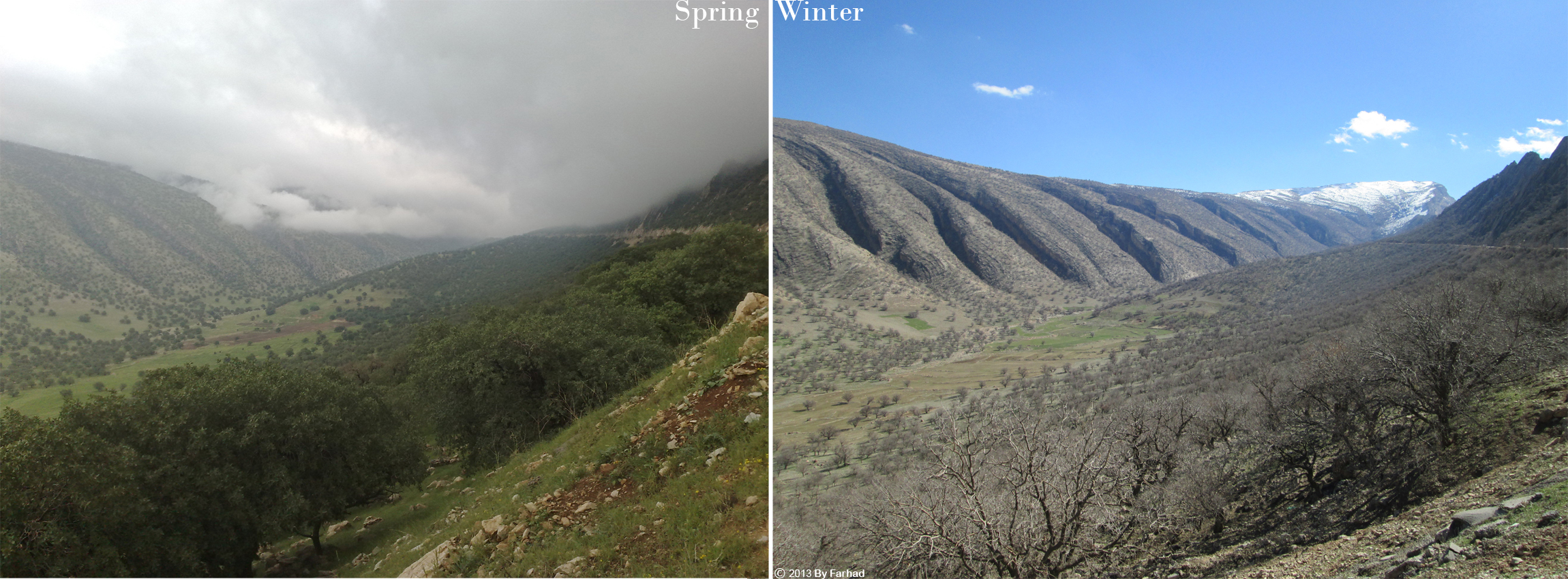
منطقه رنو

## چهره‌های سرشناس
- خان منصور و شاکه - شاعر
- سارا فلاحی، سیاستمدار ونماینده یازدهمین دوره مجلس
- داریوش قنبری سیاستمدار و نماینده سابق مجلس
- علیرضا خانی - شاعر، مترجم و پژوهشگر ادبیات کردی
- محسن امیری نخبه فضای مجازی
- ابراهیم حسینی - هوره چر (هوره خوان)
- یاسم یاسمی- هوره چر (هوره خوان)
- داریوش همتی شاعر، پژوهشگر ادبی و برنامه ساز تلویزیونی
- ولی کمری خواننده و هوره چر
- کمال گلرنگیان نقاش و خوشنویس

## دانشگاه‌ها
- دانشگاه آزاد اسلامی
- دانشگاه پیام نور
- دانشگاه جامع علمی کاربردی